# Elizabeth Wright-Koteka

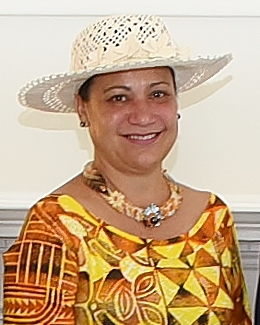
Elizabeth Foster Wright-Koteka 2019

Elizabeth Foster Wright-Koteka ist eine Diplomatin der Cookinseln who represented her country in New Zealand.

## Leben
Elizabeths Vater war ein Australier und ihre Mutter stammte von der Insel Pukapuka. Seit 1904 hat diese Insel weniger als tausend Einwohner. Foster Wright besuchte die Victoria University of Wellington und schloss ihr Studium 1991 ab. Im folgenden Jahr wechselte sie ins Außenministerium ihres Landes. Sie spricht mehrere Maori-Dialekte der Insel sowie Englisch, Rarotongan Māori und die Sprache Pukapukan. Sie argumentiert, dass die Sprache ihres Landes wichtig für dessen kulturelle Identität sei.
Sie arbeitete als Stabschefin im Büro von Premierminister Henry Puna und war zwei Jahre lang Energiekommissarin. Eine Delegation, darunter der Premierminister, seine Frau Akaiti Puna und sie als seine Stabschefin, nahm im November 2014 am ersten Gipfeltreffen des Forum for India–Pacific Islands Cooperation (FIPIC) in Suva, Fidschi, teil, das von Premierminister Modi geleitet wurde.
Ab 2018 war sie Hochkommissarin ihres Landes in Neuseeland. wo heute die Mehrheit der Cookinseln lebt. 2019 legte sie ihr Beglaubigungsschreiben vor. Sie hat sich für die Sprachen des Pazifiks eingesetzt. In Neuseeland leben etwa 60.000 Cookinsulaner, aber nur etwa 12 % sprechen eine Sprache ihrer Herkunft. Sie plädierte dafür, dass sich die jüngere Generation dafür interessiert und dass letztendlich alle Cookinsulaner, unabhängig von ihrem Wohnort, eine Cookinselsprache sprechen sollten.
Während der COVID-19-Pandemie war sie als Hochkommissarin der Cookinseln in Neuseeland stationiert. Von Wellington aus unterstützte sie die Insel bei der Bewältigung der Pandemie. Im Oktober 2022 unterzeichnete die neuseeländische Außenministerin Nanaia Mahuta die Hourua/Vaka Purua-Partnerschaftserklärung, welche die Grundlage der Beziehungen zwischen den beiden Ländern bildet. Wright-Koteka amtierte bis Ende 2022 als Hochkommissarin und wurde im darauffolgenden April von Kairangi Samuela abgelöst. 2023 wurde Wright-Koteka in das Kabinett der Cookinseln zur Infrastrukturministerin ernannt. Sie ersetzte Tamarii Tutangata, die sich zur Ruhe setzte.